# Diều hâu đại bàng châu Phi
Diều hâu đại bàng châu Phi, tên khoa học Aquila spilogaster, là một loài chim trong họ Accipitridae.

## Hình ảnh

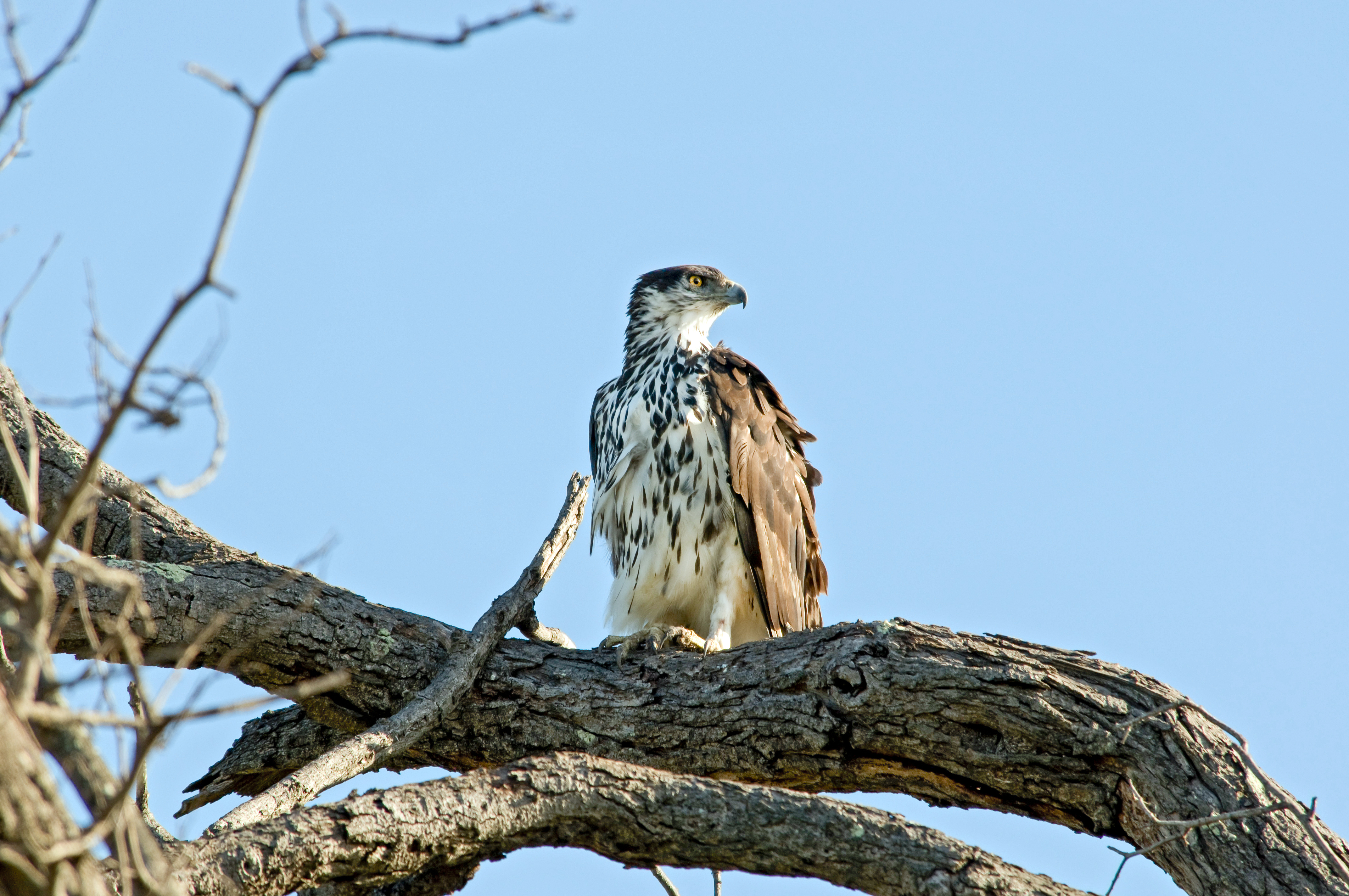
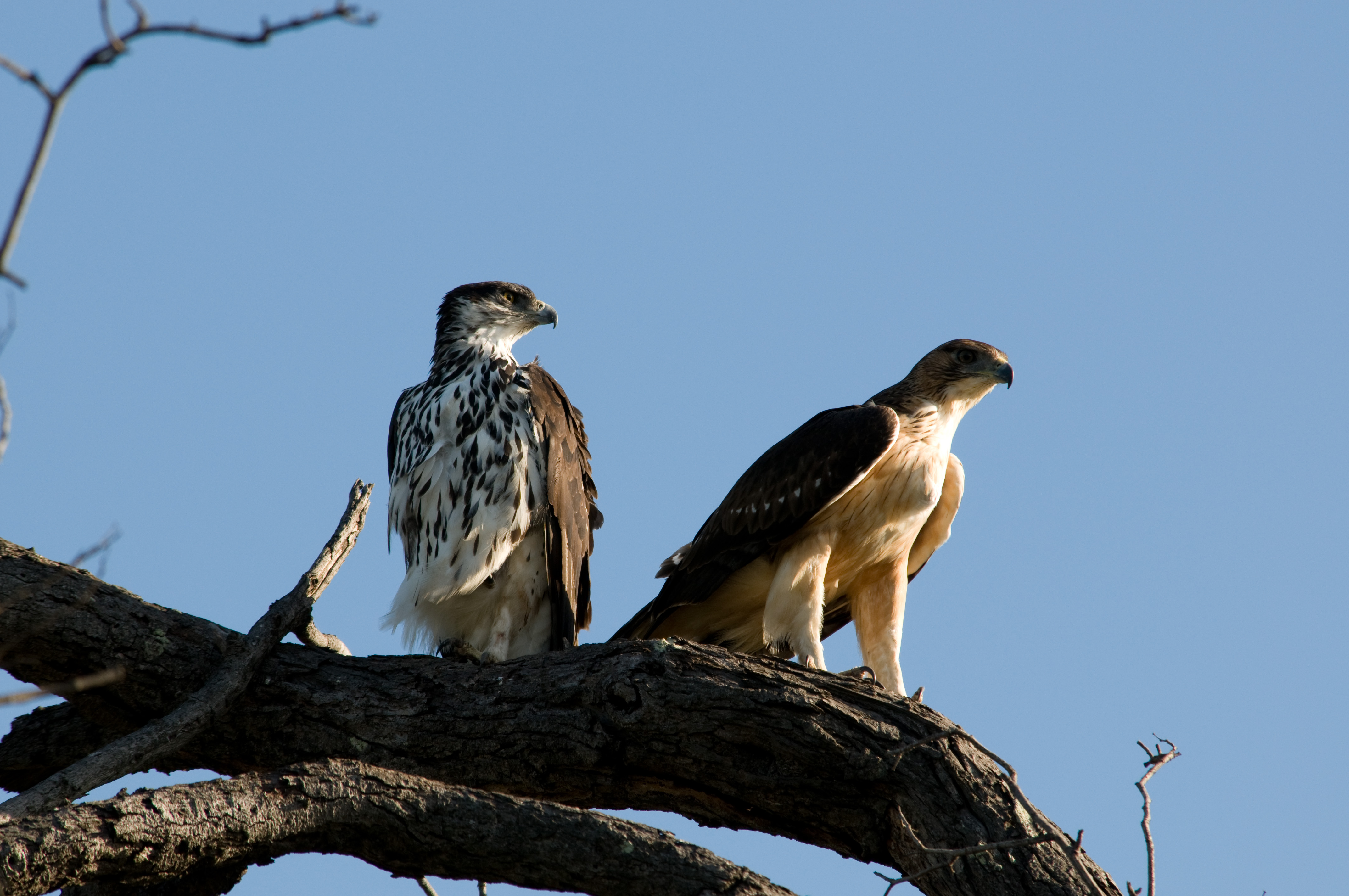

## Tham khảo

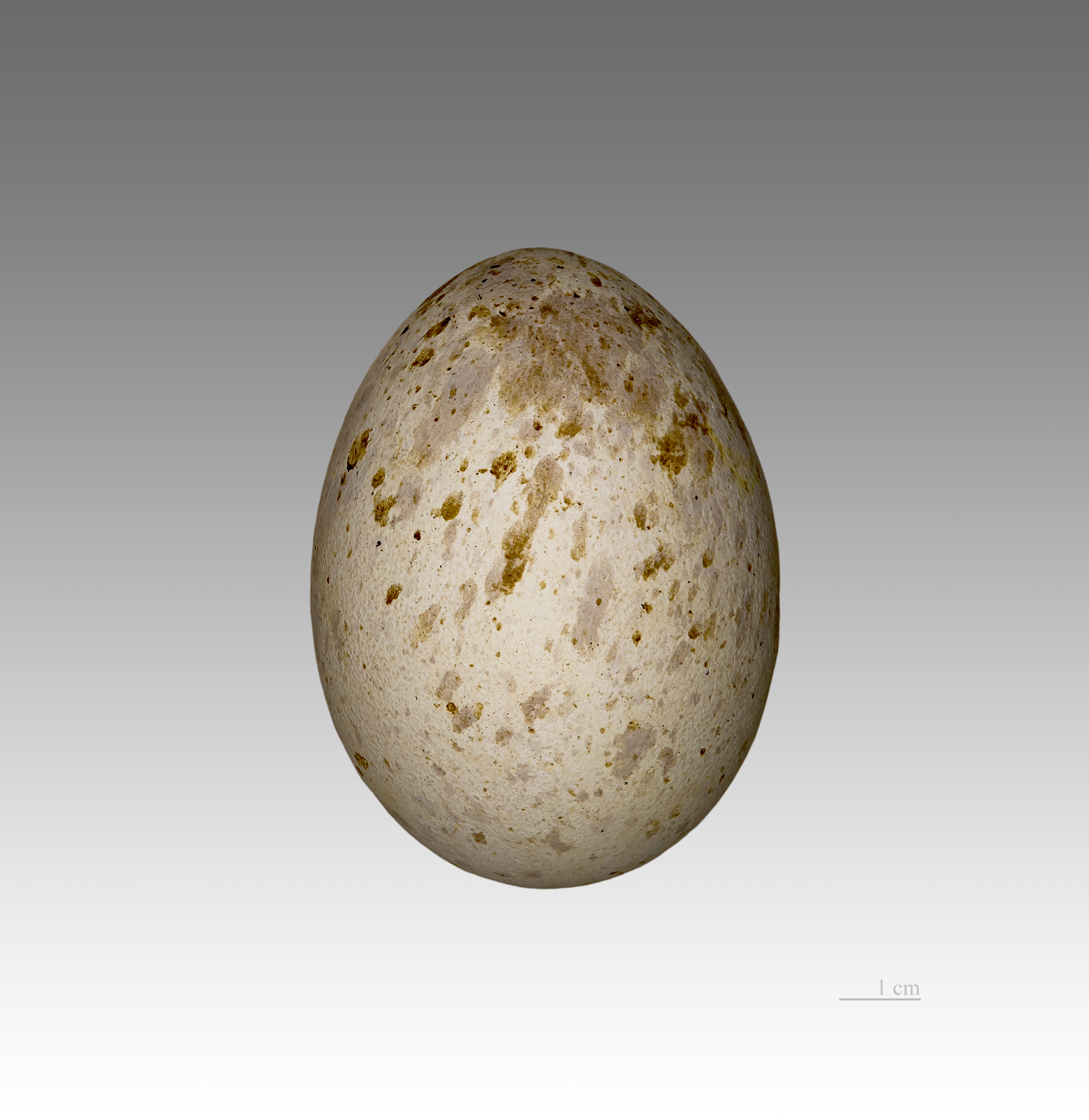
Trứng chim Aquila spilogaster